# Mhow
Mhow (Hindi महू Mahū; auch Dr. Ambedkar Nagar) ist eine Garnisonsstadt, ein Cantonment Board der Klasse I, im indischen Bundesstaat Madhya Pradesh.
Mhow liegt im Ballungsraum von Indore – 20 km südwestlich von dessen Stadtzentrum.
Die Stadt Mhow wurde im Jahr 1818 als britischer Militärstützpunkt gegründet.
Beim Zensus 2011 betrug ihre Einwohnerzahl 81.702. Die Stadt ist in 8 Wards gegliedert.

## Persönlichkeiten
- Charles Maurice Graham (1834–1912), britischer Geistlicher